# Zimowa Uniwersjada 1960

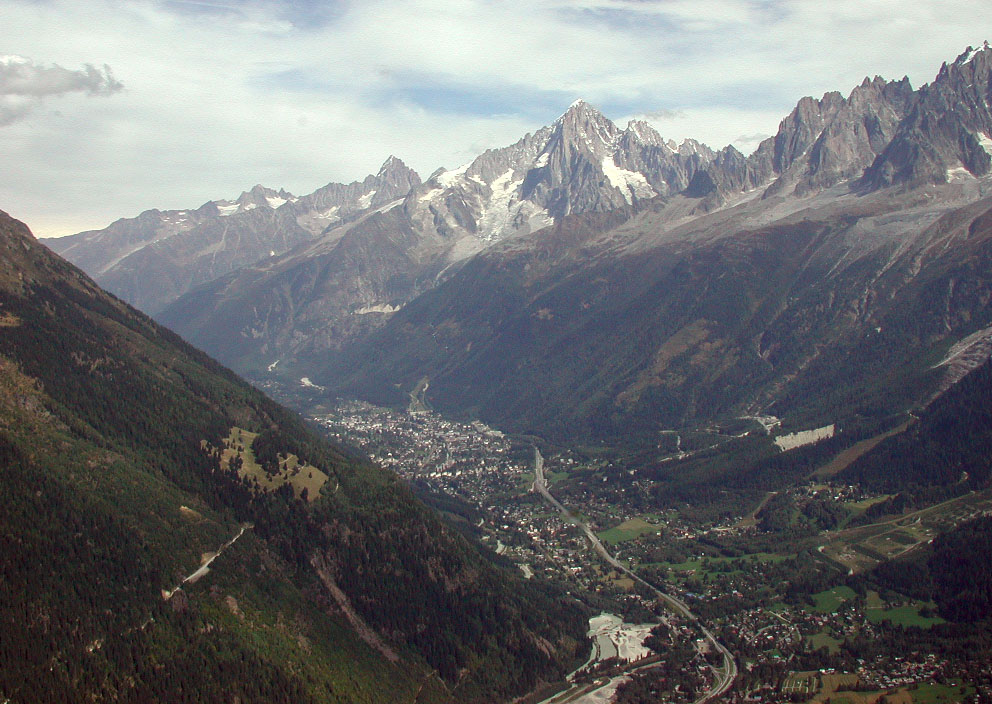
Chamonix-Mont-Blanc

1. Zimowa Uniwersjada – międzynarodowe zawody sportowców-studentów, które odbyły się we francuskim ośrodku narciarskim Chamonix-Mont-Blanc. Impreza została zorganizowana między 28 lutego a 6 marca 1960 roku. We francuskie Alpy przybyło 145 zawodników z 16 krajów. Nad organizacją zawodów czuwała Fédération Internationale du Sport Universitaire.

## Polskie medale
Reprezentanci Polski zdobyli 2 medale. Wynik ten dał polskiej drużynie 9. miejsce w klasyfikacji medalowej.

### Brąz
- Weronika Stempak, Stanisława Pradziad, Irena Arłamowska-Szymkowska, narciarstwo klasyczne, sztafeta 3 x 4 km
- Władysław Marek, Szymon Krasicki, Kazimierz Augustynek i Kazimierz Wójcik, narciarstwo klasyczne, sztafeta 4 x 8 km

## Klasyfikacja medalowa
| Klasyfikacja medalowa | Klasyfikacja medalowa | Klasyfikacja medalowa | Klasyfikacja medalowa | Klasyfikacja medalowa | Klasyfikacja medalowa |
| --------------------- | --------------------- | --------------------- | --------------------- | --------------------- | --------------------- |
| Miejsce               | Reprezentacja         | Złoto                 | Srebro                | Brąz                  | Razem                 |
| 1                     | Francja               | 4                     | 2                     | 1                     | 7                     |
| 2                     | ZSRR                  | 3                     | 1                     | 1                     | 5                     |
| 3                     | Czechosłowacja        | 2                     | 5                     | 0                     | 7                     |
| 4                     | Austria               | 2                     | 2                     | 4                     | 8                     |
| 5                     | Szwajcaria            | 2                     | 1                     | 1                     | 4                     |
| 6                     | Włochy                | 0                     | 1                     | 1                     | 2                     |
| 7                     | Japonia               | 0                     | 1                     | 0                     | 1                     |
| 8                     | Jugosławia            | 0                     | 0                     | 2                     | 2                     |
| 9                     | Polska                | 0                     | 0                     | 2                     | 2                     |
| 10                    | Węgry                 | 0                     | 0                     | 1                     | 1                     |